# John Van Alphen
Jan (John) Van Alphen (ur. 17 czerwca 1914 w Antwerpii  – zm. 19 grudnia 1961) – belgijski piłkarz grający na pozycji pomocnika. W swojej karierze rozegrał 11 meczów w reprezentacji Belgii.

## Kariera klubowa
Przez całą swoją karierę piłkarską Van Alphen grał w klubie Beerschot VAC. Zadebiutował w nim w 1936 roku. W sezonach 1937/1938 i 1938/1939 wywalczył z nim dwa mistrzostwa Belgii. W 1946 roku zakończył w Beerschocie swoją karierę.

## Kariera reprezentacyjna
W reprezentacji Belgii Van Alphen zadebiutował 3 kwietnia 1938 roku w zremisowanym 1:1 meczu eliminacji do MŚ 1938 z Holandią, rozegranym w Antwerpii. W 1938 roku został powołany do kadry na mistrzostwa świata we Francji. Na nich rozegrał jeden mecz, z Francją (1:3). Od 1938 do 1944 roku rozegrał w kadrze narodowej 11 meczów.